# Port lotniczy Vatukoula
Port lotniczy Vatukoula (IATA: VAU, ICAO: NFNV) – port lotniczy położony w Vatukoula, na wyspie Viti Levu, należącej do Fidżi.